# Anthracoceros
Anthracoceros – rodzaj ptaków z rodziny dzioborożców (Bucerotidae).

## Zasięg występowania
Rodzaj obejmuje gatunki występujące w Azji Południowej i Południowo-Wschodniej.

## Morfologia
Długość ciała 50–65 cm; masa ciała samic 567–879 g, samców 580–1050 g.

## Systematyka

### Etymologia
- Pelecyrhynchus: gr. πελεκυς pelekus „topór”; ῥυγχος rhunkhos „dziób”[8]. Nomen nudum.
- Anthracoceros: gr. νθραξ anthrax, ανθρακος anthrakos „węgiel kamienny”; κερας keras, κερως kerōs „róg”. Chociaż gatunkiem typowym tego rodzaju jest dzioborożec orientalny, to rycina xlix z książki Avium systema naturale Reichenbacha wyraźnie wskazuje czarne znaczenia występujące u dzioborożca malajskiego (A. albirostris convexus)[8].
- Hydrocissa: gr. ὑδρο- hudro- „wodny”, od ὑδωρ hudōr, ὑδατος hudatos „woda”; κισσα kissa „sroka”[8]. Gatunek typowy: Buceros monoceros Shaw, 1812 = Buceros coronatus Boddaert, 1783.
- Limonophalus: gr. λειμων leimōn, λειμωνος leimōnos „łąka”; φαλος phalos „róg”[8]. Gatunek typowy: Buceros montani Oustalet, 1880.
- Gymnolaemus: gr. γυμνος gumnos „goły, nagi”; λαιμος laimos „gardło”[8]. Gatunek typowy: Anthracoceros marchei Oustalet, 1885.

### Podział systematyczny
Do rodzaju należą następujące gatunki:
- Anthracoceros malayanus (Raffles, 1822) – dzioborożec białodzioby
- Anthracoceros montani (Oustalet, 1880) – dzioborożec czarny
- Anthracoceros coronatus (Boddaert, 1783) – dzioborożec orientalny
- Anthracoceros albirostris (Shaw, 1808) – dzioborożec białobrzuchy
- Anthracoceros marchei Oustalet, 1885 – dzioborożec palawański